# Chiesa di San Giacomo Apostolo (Brandizzo)
La chiesa di San Giacomo Apostolo è la parrocchiale di Brandizzo, in città metropolitana ed arcidiocesi di Torino; fa parte del distretto pastorale Torino Nord.

## Storia
Già l'antica pieve di Brandizzo era dedicata a San Giacomo il Maggiore.
Nel 1701 fu deliberata dal consiglio comunale la costruzione della nuova chiesa; tuttavia, i lavori non poterono iniziare prima del 1718 a causa di vari problemi e della guerra con la Francia che nel 1706 aveva portato all'assedio di Torino. 
La chiesa fu terminata nel 1731 e consacrata il 3 aprile del 1752 dall'arcivescovo titolare di Nicosia Carlo Vittorio Amedeo Ignazio delle Lanze; nel frattempo, tra il 1739 e il 1741 era stato eretto ad opera di Giovanni Deusebio il campanile.
Nella seconda metà del XIX secolo furono eseguite le decorazioni interne dell'edificio; tra il 1926 e il 1937 si provvide a restaurare parzialmente la facciata, mentre tra il 1936 e il 1937 venne realizzata una nuova volta.
Per adattare la chiesa alle norme postconciliari, nel 1972 fu installato nel presbiterio il nuovo altare rivolto verso l'assemblea.

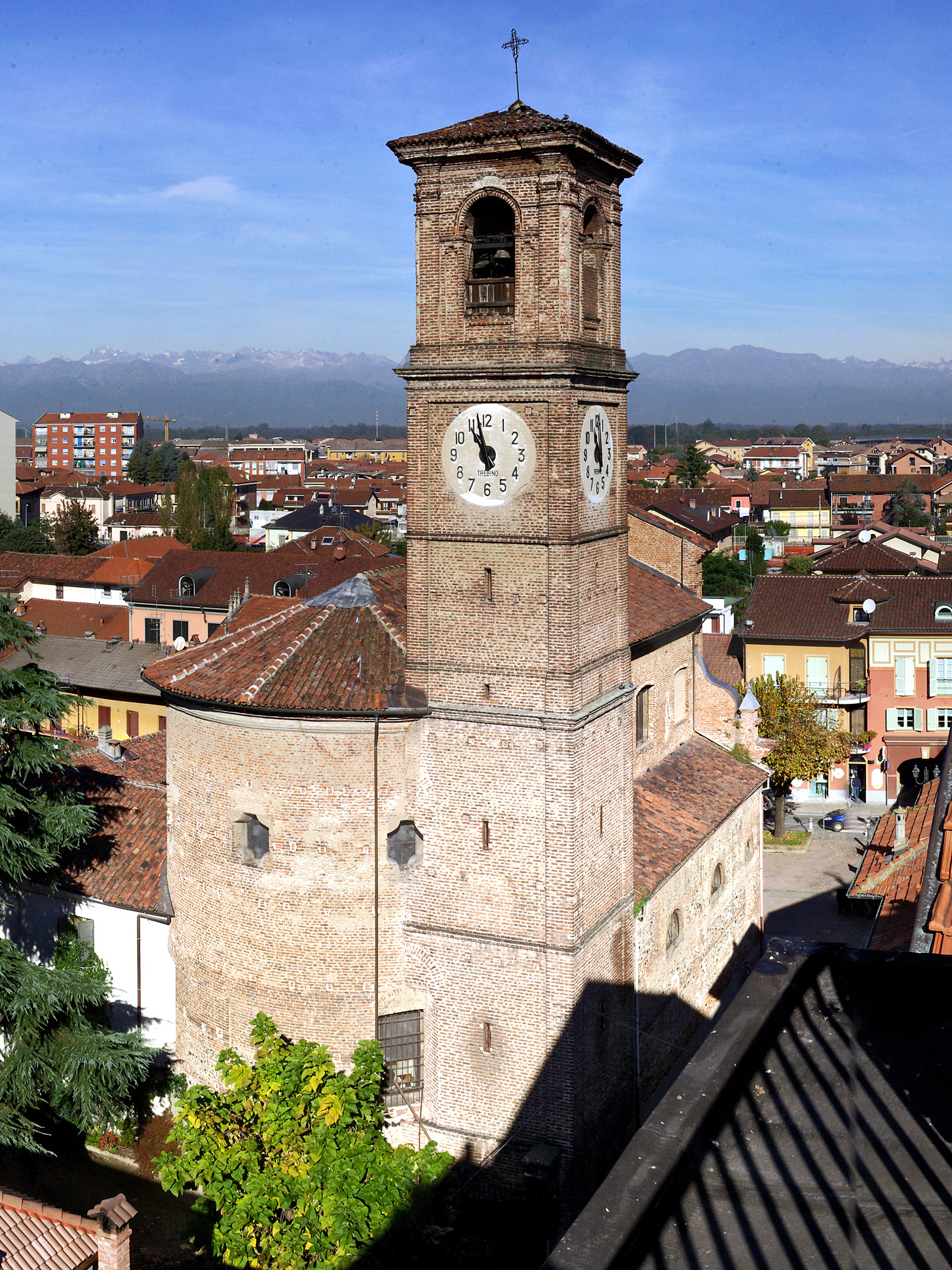
Il campanile e l'abside

## Descrizione

### Esterno
La facciata a salienti della chiesa, rivolta a settentrione e in mattoni a faccia vista, è suddivisa da una cornice marcapiano in due registri, entrambi scanditi da lesene; quello inferiore presenta il portale d'ingresso timpanato e due nicchie, mentre quello superiore è caratterizzato da una finestra e da altre due nicchie e coronato dal frontone.
Annesso alla parrocchiale è il campanile a base quadrata, in cotto, suddiviso da cornici in più ordini; la cella presenta su ogni lato una monofora affiancata da lesene ed è coperta dal tetto a quattro falde.

### Interno
L'interno dell'edificio si compone di un'unica navata, sulla quale si affacciano sei cappelle laterali e le cui pareti sono abbellite da paraste ioniche sorreggenti la trabeazione sopra la quale si imposta la volta; al termine dell'aula si sviluppa il presbiterio, rialzato di due gradini e chiuso dall'abside semicircolare.
Qui sono conservate diverse opere di pregio, tra le quali il marmoreo gruppo della Pietà, originariamente situata nella soppressa chiesa della Santissima Trinità, e l'altare maggiore, anch'esso in marmo.